# Distretto di Bucheggberg
Il distretto di Bucheggberg è un distretto del Canton Soletta, in Svizzera. Confina con i distretti di Lebern a nord, di Wasseramt a est e con il Canton Berna a est, a sud e a ovest. Il capoluogo è Buchegg. Prende nome dal territorio collinare del Bucheggberg.

## Comuni
Amministrativamente è diviso in 7 comuni:
- Biezwil
- Buchegg
- Lüsslingen-Nennigkofen
- Lüterkofen-Ichertswil
- Messen
- Schnottwil
- Unterramsern

### Fusioni
- 1961: Ichertswil, Lüterkofen  → Lüterkofen-Ichertswil
- 1995: Gächliwil, Lüterswil  → Lüterswil-Gächliwil
- 2010: Balm bei Messen, Brunnenthal, Messen, Oberramsern  → Messen
- 2013: Lüsslingen, Nennigkofen  → Lüsslingen-Nennigkofen
- 2014: Aetigkofen, Aetingen, Bibern, Brügglen, Gossliwil, Hessigkofen, Küttigkofen, Kyburg-Buchegg, Mühledorf, Tscheppach  → Buchegg
- 2024: Buchegg, Lüterswil-Gächliwil  → Buchegg